# Klášter Mor Gabriel
Mor Gabriel je nejstarší přežívající klášter Syrské pravoslavné církve. Leží na jihovýchodě Turecka v Mardinské provincii.
Klášter byl založen v roce 397.
V současnosti vede spor o své pozemky s tureckými úřady.